# Sardela peruwiańska
Sardela peruwiańska, sardela chilijska (Engraulis ringens) – gatunek morskiej ryby śledziokształtnej z rodziny sardelowatych (Engraulidae).

## Taksonomia

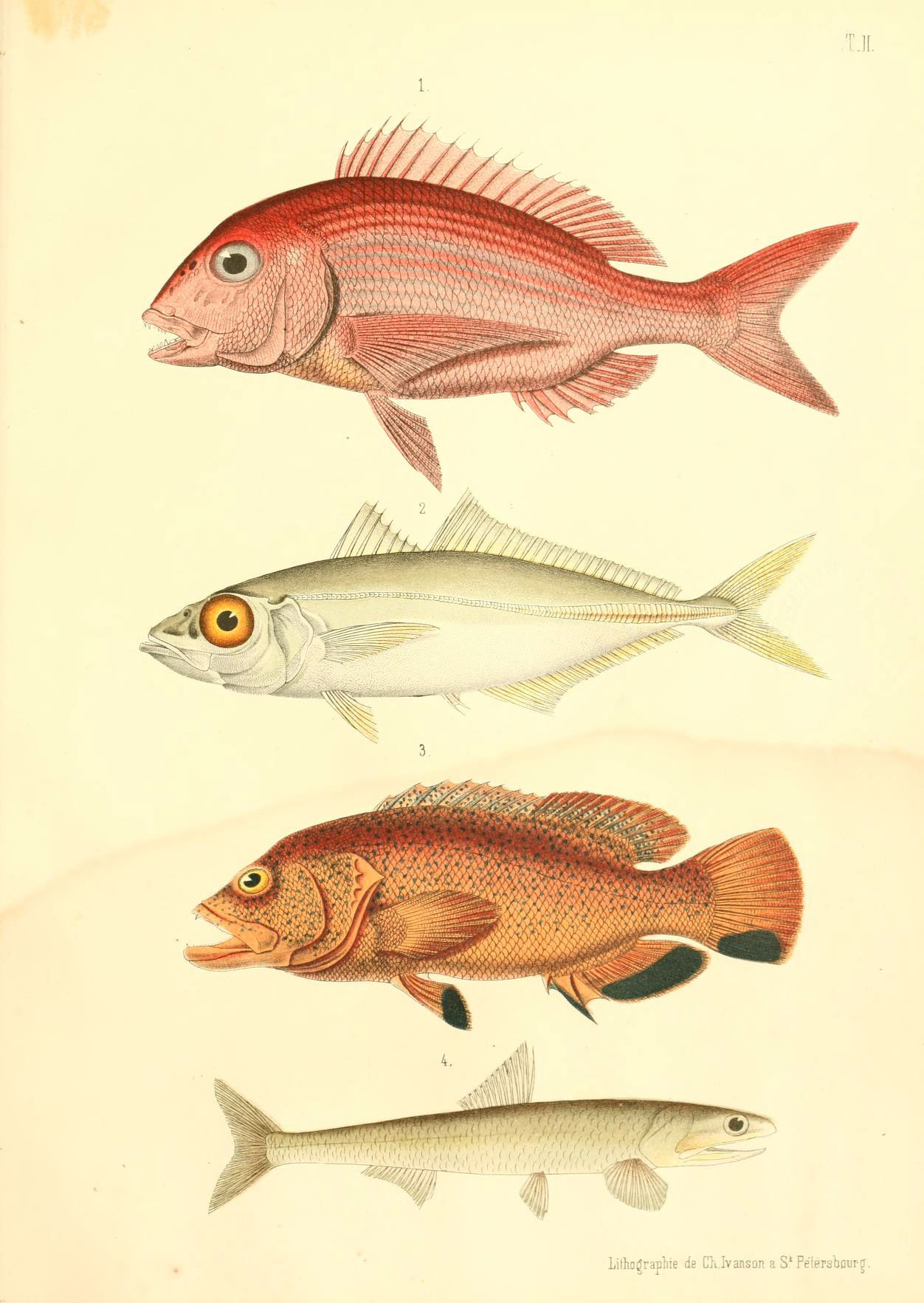
Ilustracja z opracowania pt. „Atlas des poissons vénéneux” z 1886; od góry – pagrus różowy, Selar crumenophthalmus, Cephalopholis fulva i sardela peruwiańska

Gatunek po raz pierwszy opisał naukowo angielski przyrodnik Leonard Jenyns w 1842 w pracy zatytułowanej „The zoology of the voyage of H.M.S. Beagle”. Jako miejsce typowe wskazał Iquique w północnym Chile. Sardela ta klasyfikowana jest w rodzaju Engraulis w rodzinie ryb sardelowatych (2019). Nazwa rodzajowa pochodzi z języka greckiego – engraulís (ἐγγραυλίς) – i oznacza sardelę.

## Występowanie i środowisko
Występuje w południowo-wschodnim Oceanie Spokojnym, w wodach podzwrotnikowych o temperaturze 13 °C–23 °C, od przylądka Punta Aguja w Peru poprzez wybrzeże Ekwadoru do archipelagu wysp Chiloé w Chile, obejmując swym zasięgiem także Galapagos i Wyspę Wielkanocną (5°S–43°S, 82°W–69°W). W podziale na regiony rybołówstwa FAO (ang. FAO Major Fishing Areas) gatunek notowany jedynie w regionie południowo-wschodniego Pacyfiku (nr regionu 87). Granice rozprzestrzenienia geograficznego sardeli peruwiańskiej są zmienne i zależą od zasięgu przybrzeżnego Prądu Peruwiańskiego.
Jest to ryba morska, oceanodromiczna, pelagiczno-nerytyczna. Bytuje na głębokości do 80 m.

## Morfologia
Osiąga maksymalnie 20 cm długości standardowej (SL), przeważnie 14 cm długości całkowitej (TL). Ciało ma wydłużone i smukłe, zaokrąglone w przekroju poprzecznym, niebiesko lub zielono połyskujące. Głowa zakończona długim i wystającym pyskiem. Płetwa odbytowa zbudowana jest z mniej niż 22 promieni, a jej podstawa usytuowana jest za podstawą płetwy grzbietowej. Duża liczba wyrostków filtracyjnych – 34–49 w dolnej części pierwszego łuku skrzelowego – wyróżnia tę sardelę spośród innych sardelowatych w wodach Oceanu Spokojnego. U młodych osobników występuje srebrny pasek na boku, który zanika wraz z wiekiem.

## Ekologia
Dojrzałość płciową sardela peruwiańska uzyskuje przy długości 10–12,5 cm, przeważnie około 12 cm. Maksymalny odnotowany wiek – 3 lata. Żywi się głównie planktonem, m.in. okrzemkami, widłonogami z rodzaju Calanus i Centropages, szczecioszczękimi, rzadziej także mięczakami i ikrą lub larwami ryb. W niektórych badaniach okrzemki stanowiły około 98% zawartości żołądkowej tych ryb. Ilość spożywanego pokarmu zależy w dużej mierze od zimnego Prądu Peruwiańskiego. Sama sardela zaś pada ofiarą ptaków, zwłaszcza tych wydalających guano, ssaków i innych ryb. Z ptaków żywią się nią m.in. pelikany, kormorany, głuptaki, mewowate, burzykowate, pingwiny. Wśród ryb stanowi składnik diety m.in. makrelowatych, ostrobokowatych, morszczukowatych. Chętnie polują na nią delfinowate i uchatkowate. Dorosłe osobniki formują ogromne ławice, głównie przy powierzchni wody, do 80 km od wybrzeży.

## Ochrona
Od 2010 Międzynarodowa Unia Ochrony Przyrody (IUCN) na podstawie oceny z kwietnia 2008 uznaje sardelę peruwiańską za gatunek najmniejszej troski (ang. least concern – LC). Trend populacji jest nieznany. Gatunek jest jednak pod silną presją ze strony przemysłu rybnego. Populacji zagraża również El Niño. Z tego też powodu, pomimo znacznego obszaru występowania i niskiej kategorii zagrożenia, IUCN zaleca ciągłe monitorowanie trendu populacji i wielkości połowów.

## Znaczenie gospodarcze
Poławiana w celu produkcji mączki rybnej i oleju.